# Lacconectus minutus
Lacconectus minutus är en skalbaggsart som beskrevs av Michel Brancucci 1986. Lacconectus minutus ingår i släktet Lacconectus och familjen dykare. Inga underarter finns listade i Catalogue of Life.